# Lydia
Lydia er en stumfilm instrueret af Holger-Madsen efter manuskript af Carl Th. Dreyer.

## Handling
Den unge Karl Fribert indtager en betroet stilling som prokurist i Alexis Brenges gamle, velansete bank, og chefen, der sætter stor pris på ham, overvælder ham med tillidshverv. Lykken synes i det hele taget at tilsmile Fribert. Han er hemmeligt forlovet med den yndige frøken Gudrun, der også arbejder på Brenges kontor. Men så sker der noget, som lægger den unge mands liv øde, og i sin egen ulykke river han tre andre menneskeskæbner med sig.